# Алимов Олексій Михайлович
Олексій Михайлович Алимов (18 березня 1923 — 22 лютого 2009) — учасник Другої світової війни, командир відділення кулеметної роти 1255-го стрілецького полку 379-ї стрілецької дивізії 3-ї ударної армії 2-го Прибалтійського фронту, молодший сержант.
Герой Радянського Союзу (24.03.1945), старшина запасу.

## Біографія
Народився 18 березня 1923 року в селі Маслово, на той час Сосковського району Орловської області в селянській родині. За національністю росіянин.
Закінчив середню школу.
У Червоній Армії з жовтня 1943 року. На фронтах Другої світової війни з травня 1944 року. Командир відділення молодший сержант Алимов особливо відзначився 16 липня 1944 року в околиці шосе Опочка—Лудза в Псковській області. У складі групи він захопив штабну машину ворога, після чого вступив у бій з атакуючим противником. Отримавши три поранення комсомолець Алимов не залишив поля бою і особисто знищив велику кількість (54 німця) живої сили ворога.
Указом Президії Верховної Ради СРСР від 24 березня 1945 року молодшому сержанту Алимову Олексію Михайловичу присвоєно звання Героя Радянського Союзу з врученням ордена Леніна і медалі «Золота Зірка» (№ 9055).
Після війни старшина Алимов демобілізований. Член КПРС з 1960 року. Після закінчення педагогічного інституту в Оренбурзі працював викладачем у середній школі села Михайловка Уфимського району Башкортостану.
Помер 22 лютого 2009 року.

## Нагороди
- Медаль «Золота Зірка» Героя Радянського Союзу (№ 9055)
- Орден Леніна
- Орден Вітчизняної війни I ступеня
- Орден Слави III ступеня
- Медалі, в тому числі:
  - Медаль «За перемогу над Німеччиною у Великій Вітчизняній війні 1941—1945 рр.»
  - Ювілейна медаль «Двадцять років Перемоги у Великій Вітчизняній війні 1941—1945 рр.»
  - Ювілейна медаль «Тридцять років Перемоги у Великій Вітчизняній війні 1941—1945 рр.»
  - Ювілейна медаль «Сорок років Перемоги у Великій Вітчизняній війні 1941—1945 рр.»
- Відмінник народної освіти РРФСР

## Пам'ять
- Похований у селі Михайловка Уфимського району Республіки Башкортостан.